# 奧格羅傑涅茨
奧格羅傑涅茨是波蘭的城鎮，位於該國南部，距離扎維爾切10公里，由西里西亞省負責管轄，始建於十一世紀，面積28.94平方公里，海拔高度370米，2006年人口4,465。

## 外部連結
- Ogrodzieniec.Org （页面存档备份，存于） - unofficial site

50°27′N 19°31′E / 50.450°N 19.517°E